# Bahnhof Balduinstein
Balduinstein ist ein Bahnhof an der Lahntalbahn. Er liegt nördlich der Ortsgemeinde Balduinstein am Ufer der Lahn.

## Geschichte

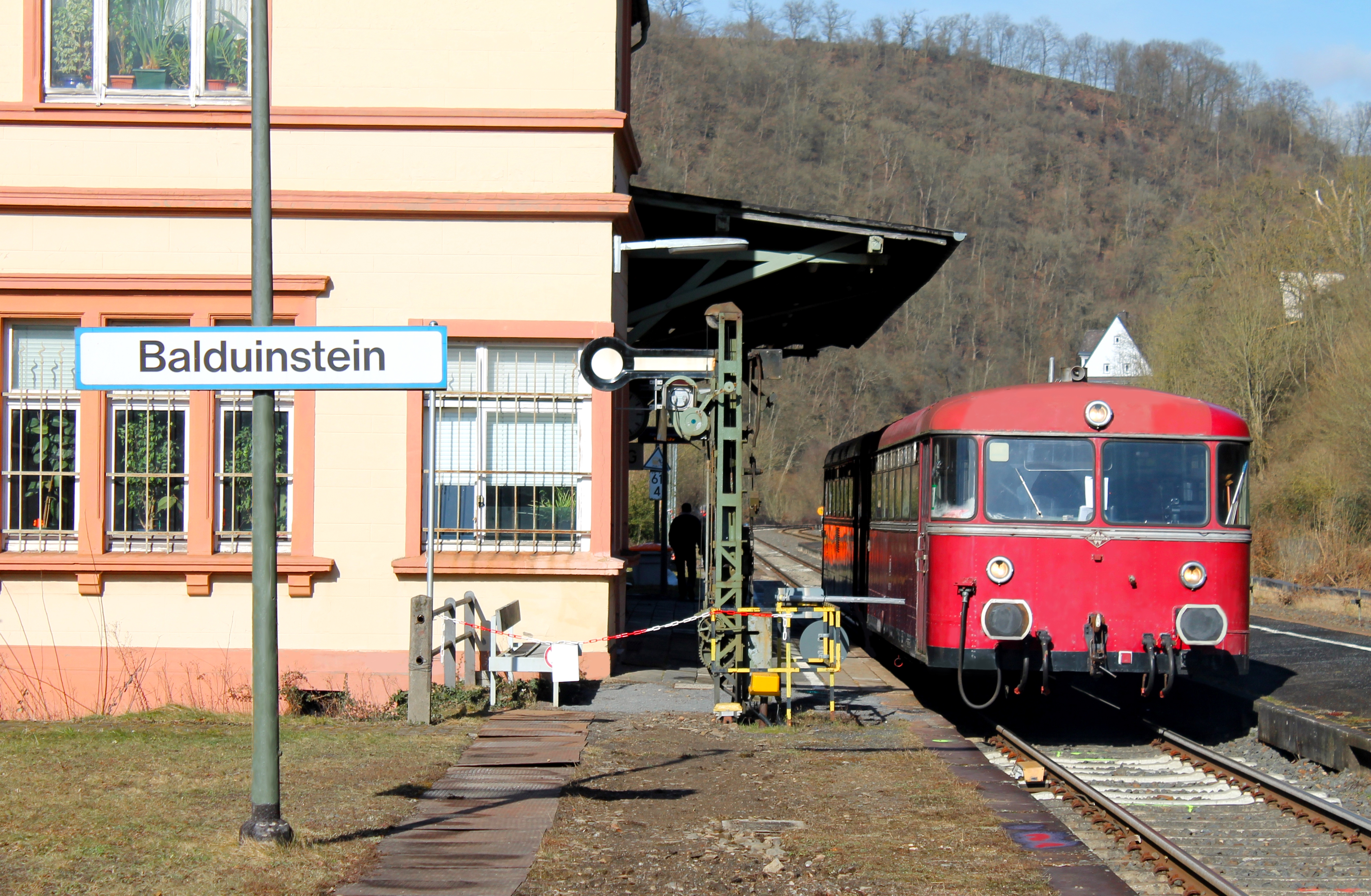
Eine Schienenbusgarnitur der Oberhessischen Eisenbahnfreunde bestehend aus 798 829 und 996 677 am 28. Februar 2015 im Bahnhof Balduinstein

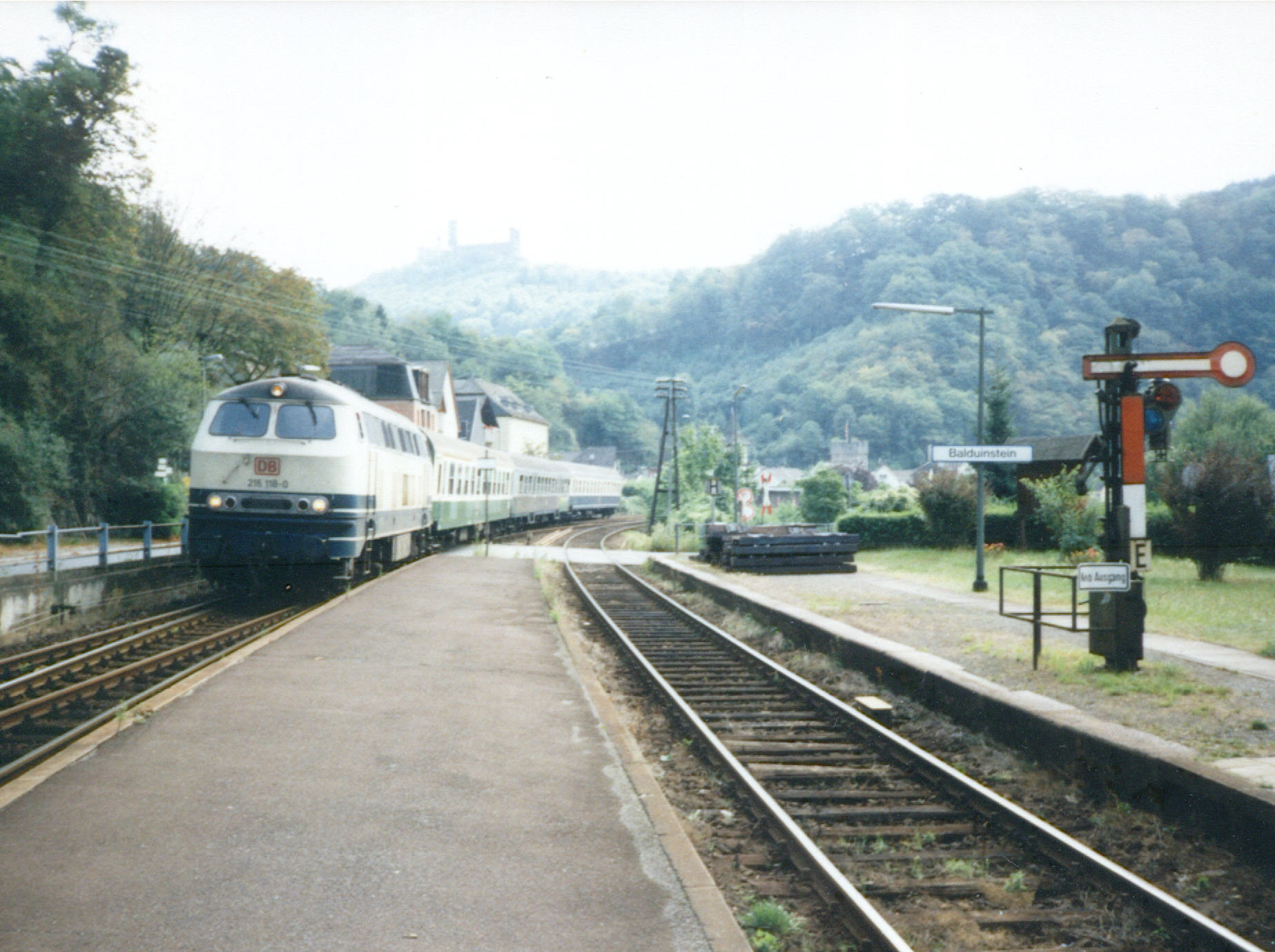
Einfahrt RB Koblenz–Gießen (1997)

Das Bonner Bauunternehmen Spuhn, das den Zuschlag für den Bau der Lahntalbahn zwischen Balduinstein und Runkel erhielt, begann im Herbst 1857 mit den Arbeiten in Balduinstein. Bereits seit August des Jahres wurde durch die Firma Georg Mayer aus Alzey am Cramberger Tunnel gearbeitet, dessen Ostportal südlich von Balduinstein liegt. Das dabei anfallende Material wurde zur Aufschüttung der Bahntrasse verwendet, der bis zum Sommer 1860 zahlreiche Häuser weichen mussten. Durch eine Anzahl von Unterführungen und Übergängen wurde der Zugang der Einwohner zur Lahn sichergestellt.
Die Französische Besatzungsmacht ordnete nach dem Zweiten Weltkrieg alle Bahnstrecken im nördlichen Teil ihrer Besatzungszone der Eisenbahndirektion Mainz zu. Hier lag auch der Bahnhof Balduinstein. Mit der schrittweisen Auflösung der Bundesbahndirektion Mainz in den Jahren 1971/72 fiel die Zuständigkeit für den Bahnhof zum 1. April 1971 an die Bundesbahndirektion Frankfurt/M.

## Empfangsgebäude
Das spätklassizistische Bahnhofsgebäude entstand nach Plänen des Diezer Architekten Heinrich Velde, der auch zahlreiche weitere Bauten entlang der Bahnstrecke entwarf. Der zweigeschossige Bau wurde mit dreigeschossigen Eckbauten und laubenartiger Vorhalle sehr großzügig ausgeführt. Erzherzog Stefan Franz Viktor von Österreich, der sich seit 1850 in seine anliegende Grafschaft Holzappel zurückgezogen hatte, wünschte ein repräsentatives Empfangsgebäude für seine Gäste auf der soeben neu gestalteten Schaumburg und war in dieser Sache beim regierenden Adolph von Nassau vorstellig geworden.
Das für die herzoglichen Gäste vorgesehene „Fürstenzimmer“, welches über einen eigenen Eingang vom Bahnhofsvorplatz sowie Bahnsteigzugang verfügte, erwies sich mit 15 Quadratmeter Grundfläche spätestens im Sommer 1863 als zu klein. Erzherzog Stefan bat daraufhin darum, auch „das Eckzimmer des ersten Stockes“ als Warteraum für seine Gäste nutzen zu dürfen. Heutzutage wird das „Fürstenzimmer“ als regulärer Bahnsteigzugang für alle Fahrgäste genutzt.
Am 9. September 1991 wurde das Bahnhofsgebäude in die Denkmalliste des Landes Rheinland-Pfalz aufgenommen. Die Kreisverwaltung des Rhein-Lahn-Kreises teilte dazu mit, der Bahnhof Balduinstein sei „ein Zeugnis des künstlerischen Schaffens und des technischen Wirkens […] im Lahntal“. Zudem sei das Gebäude „kennzeichnendes Merkmal“ des Ortes, an der Erhaltung und Pflege bestehe aus städtebaulichen wie künstlerischen Gründen öffentliches Interesse.

## Eigentümerwechsel
Die Deutsche Bahn AG verkaufte das Gebäude im Februar 2004 an die „First Real Estate Grundbesitz GmbH“ (FRE), die im Herbst 2007 in Insolvenz ging. Im weiteren Verlauf traten eine „Property First GmbH“ aus Dortmund, die „Main Asset Management GmbH“ und das Luxemburger Unternehmen „Patron Elke S.a.r.L“ als Eigentümer auf. Am 20. Juni 2015 wurde das Gebäude nach einem Bieter-Wettstreit vom Auktionshaus Karhausen AG für den „außergewöhnlich hohen“ Verkaufspreis von 120.000 Euro an einen Bieter mit Wohnort in Limburg versteigert. Mit dem Umbau der Lahntalbahn hat es ab Mitte August 2015 keine Funktion mehr für die Deutsche Bahn.

## Umfunktionierung
Nachdem der Bahnhof seine ursprüngliche Funktion verloren hatte, wurde das Hauptgebäude aufwändig durch den neuen Inhaber restauriert. Neben vier Wohnparteien in den beiden Obergeschossen befindet sich im Erdgeschoss das „Kaffeehaus Stellwerk“ mit Gastronomie. 2019 wurde in der Außenanlage das Café Gleis 3 – Lahn-Terrasse mit kleineren hausgemachten Speisen, italienischem Eis und Getränken eröffnet.

## Verkehr
Der Bahnhof Balduinstein wurde am 5. Juli 1862 mit Eröffnung des Streckenabschnitts Nassau–Limburg in Betrieb genommen. Zu Beginn hielten täglich je Richtung vier Personenzüge. Die Fahrzeit nach Limburg betrug mit Halt in Fachingen 25 Minuten (2012: 11 Minuten), ohne den nur einmal am Tag eingelegten Halt nur 20.
2021 verkehrt hier die Regionalbahn 23 Mayen Ost – Limburg stündlich, mit zusätzlichen Zügen zu den Hauptverkehrszeiten.
| Linie | Verlauf | Takt                          |
| ----- | --- | ----------------------------- |
| RB 23 | Lahn-Eifel-Bahn: (Kaisersesch → Urmersbach → Monreal → Mayen West →) (einzelne Fahrten) Mayen Ost – Kottenheim – Thür – Mendig – Kruft – Plaidt – Miesenheim – Andernach – Weißenthurm – Mülheim-Kärlich – Koblenz Stadtmitte – Koblenz Hbf – Niederlahnstein – Friedrichssegen – Nievern – Bad Ems West – Bad Ems – Dausenau – Nassau (Lahn) – Obernhof (Lahn) – Laurenburg (Lahn) – Balduinstein – Fachingen (Lahn) – Diez – Limburg (Lahn) Stand: Fahrplanwechsel Dezember 2021 | 60 min (+ Verstärker zur HVZ) |